# Довгі
До́вгі (рос. Долгие) — село у складі Частоозерського округу Курганської області, Росія.
Населення — 356 осіб (2010, 418 у 2002).
Національний склад станом на 2002 рік:
- росіяни — 93 %